# Trabectedin
Trabectedin (còn được gọi là ecteinascidin 743 hoặc ET-743, tên thương mại Yondelis) là một loại thuốc hóa trị liệu chống ung thư được bán bởi Pharma Mar SA và Johnson và Johnson dưới tên thương hiệu Yondelis. Nó được chấp thuận để sử dụng ở châu Âu, Nga và Hàn Quốc để điều trị sarcoma mô mềm tiên tiến. Nó cũng đang trải qua các thử nghiệm lâm sàng để điều trị sarcomas vú, tuyến tiền liệt và nhi khoa. Ủy ban Châu Âu và Cơ quan Quản lý Thực phẩm và Dược phẩm Hoa Kỳ (FDA) đã cấp tình trạng thuốc mồ côi cho trabectedin cho sarcomas mô mềm và ung thư buồng trứng.

## Khám phá và sản xuất
Trong những năm 1950 và 1960, Viện Ung thư Quốc gia đã thực hiện một chương trình sàng lọc rộng khắp các nhà máy và vật liệu sinh vật biển. Là một phần của chương trình đó, chiết xuất từ mực nước biển Ecteinascidia turbinata đã được tìm thấy có hoạt động chống ung thư vào năm 1969. Sự phân tách và đặc tính của các phân tử hoạt động đã phải chờ nhiều năm để phát triển các kỹ thuật đủ nhạy cảm và cấu trúc của một trong số chúng, Ecteinascidin 743, được xác định bởi KL Rinehart tại Đại học Illinois vào năm 1984. Rinehart đã thu thập những con mực biển của mình bằng cách lặn trong các rạn san hô ở Tây Ấn. Gần đây, con đường sinh tổng hợp chịu trách nhiệm sản xuất thuốc đã được xác định đến từ Candidatus Endoecteinascidia frumentensis, một loại vi khuẩn cộng sinh của tinh chỉnh. Công ty PharmaMar của Tây Ban Nha đã cấp phép hợp chất từ Đại học Illinois trước năm 1994    và đã cố gắng nuôi câu mực biển với thành công hạn chế. Sản lượng từ mực nước biển cực kỳ thấp - cần 1 tấn động vật để cách ly 1   gram trabectedin - và khoảng 5   gram được cho là cần thiết cho một thử nghiệm lâm sàng  vì vậy Rinehart đã yêu cầu nhà hóa học Harvard EJ Corey tìm kiếm một phương pháp điều chế tổng hợp. Nhóm của ông đã phát triển một phương pháp như vậy và xuất bản nó vào năm 1996. Điều này sau đó được theo sau bởi một phương pháp đơn giản và dễ điều khiển hơn đã được Harvard cấp bằng sáng chế và sau đó được cấp phép cho PharmaMar. Việc cung cấp hiện tại dựa trên một quá trình bán tổng hợp được phát triển bởi PharmaMar bắt đầu từ safracin B, một loại kháng sinh thu được từ quá trình lên men của vi khuẩn Pseudomonas fluorescens. PharmaMar đã ký một thỏa thuận với Johnson & Johnson để tiếp thị hợp chất bên ngoài châu Âu. 

## Phê duyệt và chỉ định
Trabectedin được thử nghiệm lần đầu tiên ở người vào năm 1996. 

### Sarcoma mô mềm
Vào năm 2007, EMEA đã ủy quyền cho việc tiếp thị trabectedin, dưới tên thương mại là Yondelis, để điều trị cho bệnh nhân mắc sarcoma mô mềm tiên tiến, sau khi thất bại với anthracycline và ifosfamide, hoặc không được phép sử dụng các thuốc này. Ủy ban đánh giá của cơ quan, CHMP, đã quan sát thấy rằng trabectedin chưa được đánh giá trong một thử nghiệm ngẫu nhiên được thiết kế và phân tích đầy đủ chống lại sự chăm sóc tốt nhất hiện nay, và dữ liệu hiệu quả lâm sàng chủ yếu dựa trên bệnh nhân mắc liposarcoma và leiomyosarcoma. Tuy nhiên, nghiên cứu quan trọng đã cho thấy sự khác biệt đáng kể giữa hai chế độ điều trị trabectedin khác nhau và do sự hiếm gặp của bệnh, CHMP đã xem xét rằng ủy quyền tiếp thị có thể được cấp trong những trường hợp đặc biệt. Là một phần của phê duyệt, PharmaMar đã đồng ý tiến hành một thử nghiệm tiếp theo để xác định xem có bất kỳ sự chuyển đoạn nhiễm sắc thể cụ thể nào có thể được sử dụng để dự đoán khả năng đáp ứng với trabectedin hay không.
Trabectedin cũng được chấp thuận ở Hàn Quốc  và Nga.
Vào năm 2015 (sau khi nghiên cứu pha III so với dacarbazine,), FDA đã phê chuẩn trabectedin (Yondelis) để điều trị liposarcoma và leiomyosarcoma không thể phát hiện được hoặc đã di căn. Bệnh nhân phải được hóa trị liệu trước đó với anthracycline.

### Ung thư buồng trứng và khác
Năm 2008, bản đệ trình đã được công bố hồ sơ đăng ký cho Cơ quan y tế châu Âu và FDA cho Yondelis khi dùng kết hợp với pegylated liposomal doxorubicin (Doxil, Caelyx) để điều trị cho phụ nữ bị ung thư buồng trứng tái phát. Năm 2011, Johnson & Johnson đã tự nguyện rút hồ sơ tại Hoa Kỳ theo yêu cầu của FDA về một nghiên cứu bổ sung giai đoạn III sẽ được thực hiện để hỗ trợ cho việc đệ trình.
Trabectedin là    cũng trong các thử nghiệm giai đoạn II đối với ung thư tuyến tiền liệt, vú và nhi.

## Kết cấu
Trabectedin bao gồm ba nửa tetrahydroisoquinoline, tám vòng bao gồm một vòng dị vòng 10 thành viên có chứa dư lượng cystein và bảy trung tâm trị liệu.

## Sinh tổng hợp

Đề án đề xuất cho sự sinh tổng hợp của trabecteden

Sinh tổng hợp trabectedin trong Candidatus Endoecteinascidia frumentensis bắt đầu bằng việc nạp axit béo vào miền acyl-ligase của mô-đun EtuA3. Một cysteine và glycine sau đó được nạp dưới dạng amino acid NRPS chính tắc. Một dư lượng tyrosine được sửa đổi bởi các enzyme EtuH, EtuM1 và EtuM2 để thêm một hydroxyl ở vị trí meta của phenol và thêm hai nhóm methyl ở vị trí para-hydroxyl và meta carbon. Tyrosine bị biến đổi này phản ứng với chất nền ban đầu thông qua phản ứng của Figet-Spengler, trong đó nhóm amin được chuyển thành imine bằng cách khử hóa, sau đó tấn công aldehyd tự do để tạo thành một carbocation được khử bởi các electron từ vòng methyl-phenol. Điều này được thực hiện trong miền T EtuA2. Phản ứng này được thực hiện lần thứ hai để làm giảm bớt dư lượng tyrosine đã được sửa đổi đã được tiếp tục chu kỳ thông qua phản ứng của hình ảnh - Spengler, mang lại một nửa vòng hai vòng. Enzyme EtuO và EtuF3 tiếp tục sửa đổi sau phân tử, thêm một số nhóm chức và tạo cầu nối sulfide giữa dư lượng cystein ban đầu và beta-carbon của tyrosine đầu tiên để tạo thành ET-583, ET-597, ET-596 và ET-594 đã được phân lập trước đây. Một tyrosine O -methylated thứ ba được thêm vào và được luân chuyển thông qua Pictet-Spangler để tạo ra sản phẩm cuối cùng.

## Tổng hợp
Tổng hợp bởi EJ Corey  sử dụng quá trình sinh tổng hợp được đề xuất này để hướng dẫn chiến lược tổng hợp của họ. Quá trình tổng hợp sử dụng các phản ứng như phản ứng Mannich, phản ứng Pictet-Spengler, các sắp xếp lại Curtius, và chiral rodi dựa trên diphosphine - xúc tác enantioselective hydro. Một quá trình tổng hợp riêng biệt cũng liên quan đến phản ứng Ugi để hỗ trợ sự hình thành lõi pentacyclic. Phản ứng này là chưa từng có khi sử dụng phản ứng đa hợp một nồi như vậy trong quá trình tổng hợp một phân tử phức tạp như vậy.

## Cơ chế hoạt động
Gần đây, người ta đã chứng minh rằng trabectedin ngăn chặn sự gắn DNA của yếu tố phiên mã gây ung thư FUS-CHOP và đảo ngược chương trình phiên mã trong myxoid liposarcoma. Bằng cách đảo ngược chương trình di truyền được tạo ra bởi yếu tố phiên mã này, trabectedin thúc đẩy sự khác biệt và đảo ngược kiểu hình gây ung thư trong các tế bào này.
Khác với can thiệp phiên mã, cơ chế hoạt động của trabectedin rất phức tạp và không hoàn toàn được hiểu. Hợp chất này được biết là liên kết và kiềm hóa DNA ở vị trí N2 của guanine. Được biết từ công việc in vitro rằng liên kết này xảy ra trong rãnh nhỏ, kéo dài khoảng ba đến năm cặp bpbase và hiệu quả nhất với các chuỗi CGG. Trình tự ràng buộc thuận lợi bổ sung là TGG, AGC hoặc GGC. Khi đã bị ràng buộc, chất cộng hóa trị có thể đảo ngược này uốn cong DNA về phía rãnh chính, can thiệp trực tiếp vào quá trình phiên mã được kích hoạt, đầu độc phức hợp sửa chữa nucleotide kết hợp phiên mã, thúc đẩy sự phân hủy RNA polymerase II và tạo ra sự phá vỡ chuỗi kép DNA.